# Marie Python
Marie Python (* 1970) ist eine ehemalige kamerunische Leichtathletin, die im Mittel- und Langstreckenlauf an den Start ging.

## Sportliche Laufbahn
Marie Python startete 1996 bei den Afrikameisterschaften in Yaoundé und gewann dort in 18:14,40 min die Silbermedaille im 5000-Meter-Lauf hinter ihrer Landsfrau Florence Djépé.
In den Jahren 1997 und 2002 wurde Python kamerunische Meisterin im 800-Meter-Lauf sowie 1994 und 1996 sowie 1997 und 2002 über 1500 Meter. 1993 wurde sie Landesmeisterin im 3000-Meter-Lauf sowie 1994 und 1995 über 5000 Meter.